# لورانس ستارك
لورانس ستارك (بالإنجليزية: Lawrence Stark)‏ هو طبيب أعصاب أمريكي، ولد في 21 فبراير 1926 في بروكلين في الولايات المتحدة، وتوفي في 22 أكتوبر 2004.